# Outrageous (песня)
«Outrageous» — песня американской певицы Бритни Спирс, написанная для её четвертого студийного альбома In the Zone (2003). Продюсером и автором стал Ар Келли с вокалом от Триксетра и Пенелопы Магнет. Песня была выпущена 20 июня 2004 на Jive Records в качестве четвертого и финального сингла In the Zone. «Outrageous» должна была быть записана по выбору лейбла первым или вторым синглом, но Спирс поставила «Me Against the Music» и «Toxic» соответственно первыми на релиз. В итоге было объявлено, что она выйдет синглом после того, как её выбрали главной темой фильма 2004 года «Женщина-кошка». 
«Outrageous» — это R&B песня с влиянием хип-хопа и экзотической атмосферы. Лирика представляет собой медитацию на тему материализма и развлечений. Песня получила смешанные отзывы от критиков. Некоторые похвалили звучание в стиле фанк, другим она показалась «однодневкой».
«Outrageous» участвовал только в чарте Японии и США, войдя во многие составляющие чарты Billboard, и достигнув пика на 79 строке в Billboard Hot 100. Спирс исполнила песню только однажды во время The Onyx Hotel Tour в 2004 году. Клип начали снимать в Нью-Йорке в июне 2004, где Бритни повредила колено и ей пришлось перенести артроскопию. Клип отменили, как и The Onyx Hotel Tour и участие в саундтреке к «Женщине-кошке». Смесь различных сцен была выпущена на DVD Greatest Hits: My Prerogative.

## Предпосылка
«Outrageous» была написана, спродюсирована Ар Келли и записана на The Chocolate Factory в Чикаго. Пенелопа Магнет и Кристофер "Tricky" Стюарт из продюсерской группы RedZone были бэк-вокалистами в песне. Она записала их на Battery Studios в Нью-Йорке. Песня была позже ремиксована Сербаном Геня на MixStar Studios в Верджиния-Бич. 11 сентября 2003 было подтверждено, что «Outrageous» станет одним из треков с In the Zone. Jive Records надеялись выпустить песню первым синглом с альбома, но Спирс убедила выпустить их сотрудничество с Мадонной в «Me Against the Music». Также стоял выбор поставить вторым синглом этот трек или «(I Got That) Boom Boom», но Спирс выбрала вместо этого «Toxic». 1 июня 2004 г. было объявлено, что «Outrageous» будет выпущен четвёртым синглом с альбома и будет послан на радиостанции 29 июня 2004. Также было объявлено, что трек будет главной темой для фильма 2004 года «Женщина-кошка». «Outrageous» был послан на основные радиостанции США 20 июня 2004.

## Композиция
«Outrageous» — песня в стиле R&B с элементами хип-хопа. Гейвин Мюллер из Stylus Magazine сравнил ритм с синглом Ар Келли 2003 года «Snake». Дженнифер Вайнярд из MTV отметила, что «она шепчет и стонет […] под завораживающую мелодию, что придает песне экзотическую атмосферу». Ник Саутхолл из Stylus Magazine сравнил бэк-вокал с пенджабским музыкантом Нусратом Фатех Али Ханом. Согласно нотам, опубликованным на Musicnotes.com от Universal Music Publishing Group, «Outrageous» написана в ре мажоре с темпом 105 ударов в минуту. Слова песни повествуют о материализме и развлечении, где Спирс ссылается в припеве на многие вещи, которые приносят ей удовольствие, в том числе «мой мировой тур» и «моё сексуальное влечение». Вайанярд отметила: "создается общий эффект, как будто она создана, чтобы слушатель встал на место партнера — со стороны мужского взгляда. Сэл Синкемани из Slant Magazine сказал, что трек «отражает плотские утехи: она поет „мое сексуально влечение“ и „мой шоппинг“ все с тем же непрекращающимся удовольствием, как это сделали многие известные музыканты —к примеру, Аланис Мориссетт».

## Отзывы

### Отзывы критиков
«Outrageous» получил как положительные, так и отрицательные отзывы от критиков. Мим Дович из Blender назвала песню «Ар Келли клубным хитом, к [которой] испытываешь непонятное страстное влечение и в частности заманивающие слова в стиле Спирс». Уильям Шоу из Blender выбрал её девятой самой лучшей песней у Спирс, отметив «абсурдные стихи» на 1:10. Во время обзора Greatest Hits: My Prerogative Энн Пауэрс прокомментировала: «„Outrageous“ — это маленькая непристойная копия песни Джанет Джексон». Спенс Д. из IGN сказал о песне: "это что-то вроде заезженной пластинки египетского любовника. Но, несмотря на всю повторяемость, она прикольная и популярная". Келефа Саннех из The New York Times назвал её «композицией, которой которая крейсирует на автопилоте две минуты, а потом неожиданно переключается на восхитительный переход, вдохновлённый Майклом Джексоном». Аннабель Лифс из BBC Online заявила, что «Ар Келли превратил Бритни в недоделанную Бейонсе». Кэрин Ганц из Spin назвал «Outrageous» «никуда не идущим преклонением перед сказочной жизнью». Дэвид Брауни из Entertainment Weekly сказал о ней, как и о «(I Got That) Boom Boom»: «[они] довольно подвижные, цепляющие ритмом и предназначенные для продвижения Спирс в стиле раскованной секс-принцессы». Джейми Джилл из Yahoo! Music Radio прокомментировал: «учитывая экономию денежных средств при создании — её скорее бы приняла маразматичная старушка из Tonbridge Wells, и то нашла бы её комичной, не говоря уже о том, что шокирущей».

### Появление в чарте
14 августа 2004 «Outrageous» дебютировал на 85 стоке в U.S. Billboard Hot 100. 28 августа 2004 она достигла пика на 79 позиции. На той же неделе она достигла пика на двадцать третьей строке в Billboard's Pop Songs. Она также достигла пика на 27 позиции в Billboard́s Hot Dance Club Songs 11 сентября 2004. «Outrageous» также достигла пика на 14 позиции в чарте Hot Dance Singles Sales. В Японии «Outrageous» участвовал в чарте Oricon Albums Chart восемь недель и достигла пика на 31 позиции.

## Продвижение
Клип для «Outrageous» снял режиссёр Дэйв Майерс, который прежде работал над клипами «Lucky» и «Boys», а также над рекламой Curious. Он снимался на улицах Куинса и Манхэттена, Нью-Йорк 8 июня 2004. Клип впервые вышел на MTV 28 июня 2004. После окончания сцен с приглашённой звездой Snoop Dogg, Спирс начала снимать танцевальные сцены на Манхэттене, и около 11:30 вечера она упала и повредила колено. Её немедленно отвезли в местную больницу, где доктора сделали МРТ сканирование и нашли сдвинутый хрящ. На следующий день Спирс перенесла артроскопию. Спирс пришлось шесть недель проходить с гипсом, а после - от восьми до двенадцати недель реабилитации, что привело к тому, что съёмки были остановлены, как и остаток тура The Onyx Hotel Tour. «Outrageous» также не стал главной темой Женщины-кошки. 45-секундный клип, состоящий из отдельных сцен был выпущен на DVD в 2004 году Greatest Hits: My Prerogative. Клип начинается с того, что Снуп Дог и группа парней играют в баскетбол на уличной площадке, пока не появляется Спирс одетая в голубые мешковатые шорты. Она начинает флиртовать с ним, а потом бросается ему на руки и лижет ему бороду. В следующей певица появляется со своими танцорами ночью.
Спирс исполнила песню только однажды во время её The Onyx Hotel Tour в 2004 г. Это была последняя песня пятого акта шоу под названием «Скрытые Камеры». Она исполнила «Breathe on Me» одетая в розовое бельё, имитируя действия сексуального характера с танцорами. После окончания Бритни исполнила «Outrageous»  в белом плаще, а танцоры были в чёрном. Акт закончился тем, что выступление плавно перетекло в исполнение «(I Got That) Boom Boom».

## Трек-листы
| - Japan CD maxi single 1. «Outrageous» (Album Version) — 3:24 2. «Outrageous» (Murk Space Miami Mix) — 6:50 3. «Outrageous» (Junkie XL Dancehall Mix) — 2:58 4. «Outrageous» (Junkie XL Tribal Mix) — 6:11 5. «Toxic» (Armand Van Helden Remix Edit) — 6:29 6. «Everytime» (Above & Beyond Club Mix) — 8:50 7. «Everytime» (Scumfrog Haunted Dub) — 8:23 | - 12" vinyl (Remixes) 1. «Outrageous» (Murk Space Miami Mix) — 6:48 2. «Outrageous» (R. Kelly Remix) — 3:24 3. «Outrageous» (Junkie XL’s Dancehall Mix) — 3:00 4. «Outrageous» (Josh Harris Mixshow) — 5:55 5. «Outrageous» (Junkie XL’s Tribal Mix) — 6:12 |

## Чарт
| Чарт (2004)                      | Наивысшая позиция |
| -------------------------------- | ----------------- |
| Japan (Oricon)                   | 31                |
| США (Billboard Hot 100)          | 79                |
| США (Billboard Dance Club Songs) | 27                |
| США (Billboard Pop Airplay)      | 23                |

## История релиза
| Страна | Дата            | Формат                 | Лейбл    | Прим.  |
| ------ | --------------- | ---------------------- | -------- | ------ |
| США    | 20 июля 2004    | Contemporary hit radio | Jive     | [ 7 ]  |
| США    | 20 июля 2004    | Rhythmic radio         | Jive     | [ 39 ] |
| США    | 27 июля 2004    | 12"                    | Jive     | [ 40 ] |
| Япония | 25 августа 2004 | CD-сингл               | Sony BMG | [ 41 ] |